# Carex macrolepis
Carex macrolepis är en halvgräsart som beskrevs av Dc. Carex macrolepis ingår i släktet starrar, och familjen halvgräs. Inga underarter finns listade i Catalogue of Life.